# Produit d'origine animale

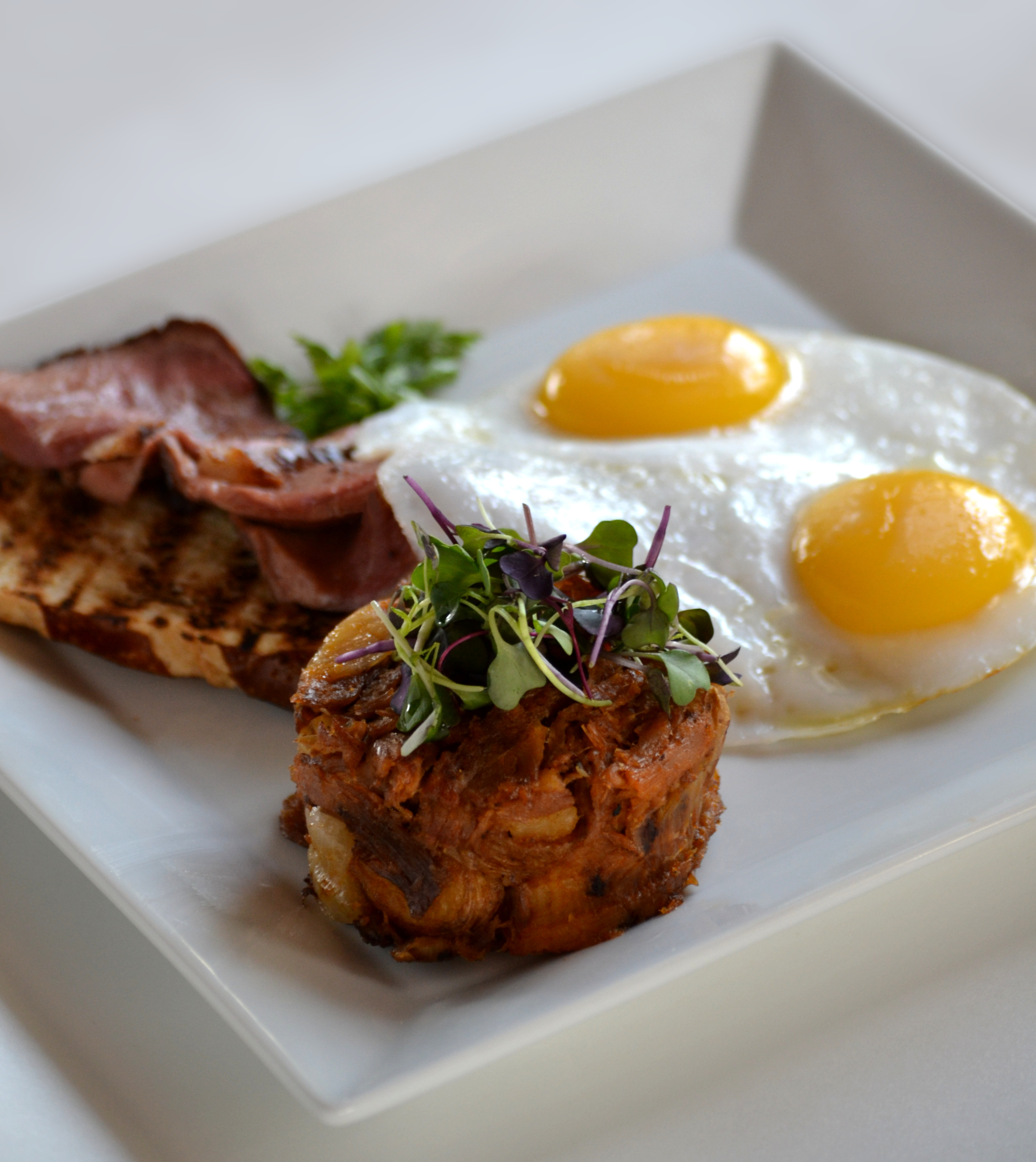
Un plat appelé « Canard, Canard, Canard » parce que les trois pièces proviennent du canard: des œufs, du confit et du magret.

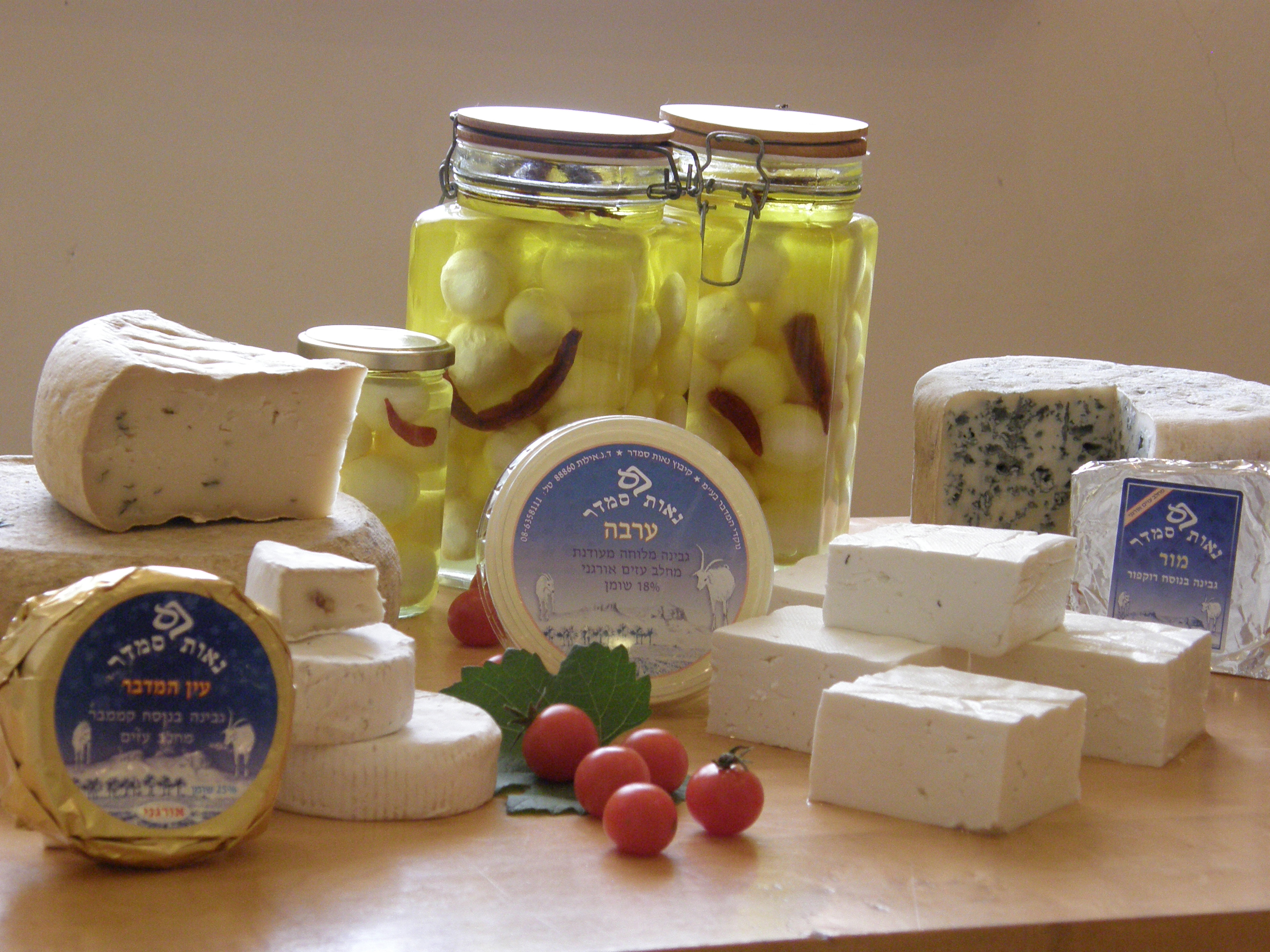
Des variétés de fromage de chèvre

Un produit d'origine animale est tout produit et co-produit issu du corps d'un animal, par exemple la graisse, la chair, le sang, le lait, les œufs mais aussi des produits moins connus, tels que l'ichtyocolle, la présure, ou le musc.
Les sous-produits d'origine animale sont le fumier, les charognes et parties non-consommables des carcasses bouchères, les déchets d'abattoirs ; les résidus d'origine animale provenant des abris pour les animaux, des zoos, de l'activité vétérinaire, des cuisines. Ces produits peuvent passer par un processus de réutilisation des déchets agroalimentaires pour être transformés en matières premières et être à nouveau incorporé dans les fabrications d'engrais naturels, de cosmétiques, de peinture, de produits de nettoyage, de polissage, de colle, de savon, d'encre, etc. La commercialisation de ces sous-produits transformés permet à l'industrie de la viande de rivaliser économiquement avec les industries de la vente des sources de protéines végétales.
Généralement, on ne considère pas comme d'origine animale les produits fabriqués à partir d'organismes fossilisés ou décomposés, comme le pétrole. De même, les cultures alimentées avec des engrais issus de transformation de restes d'animaux sont rarement caractérisées comme des produits d'origine animale.
Plusieurs régimes interdisent l'inclusion de certains produits d'origine animale, comme le végétarisme ou les régimes casher et halal. D'autres régimes, comme le végétalisme, excluent de l'alimentation toute matière d'origine animale.
Par ailleurs, le véganisme est un mode de consommation qui refuse tout produit d'origine animale (dans l'alimentation mais aussi dans l'habillement ou les cosmétiques).

## Exemples de produits et sous-produits d'origine animale

### Produits d'origine animale

#### Produits issus d'animaux vivants
Produits issus des mammifères (produits laitiers) :
- Crème : Beurre, Crème glacée… ;
- Lait : Fromage, Yaourt...

Produits issus des ovipares :
- Œufs : Pâtisserie…

Produits issus des abeilles :
- Miel :
- Pollen ;
- Gelée royale.

#### Produits issus de carcasses
- Viande ;
- Graisse ;
- Sang ;
- Gélatine ;
- Ichtyocolle ;
- Présure ;
- Musc.

### Sous-produits d'origine animale

#### Sous-produits issus d'animaux vivants
- Caséine ;
- Cire ;
- Fumier ;
- Plume ;
- Propolis.

#### Sous-produits issus de carcasses
- Corne ;
- Ivoire ;
- Os ;
- Peau :
  - Cuir ;
  - Fourrure.